# برشاوشان دقيق
برشاوشان دقيق (الاسم العلمي: Adiantum tenerum) هو نوع من النباتات يتبع جنس البرشاوشان من الفصيلة الديشارية.